# طرح بمبئی
طرح بمبئی عنوانی است که به‌طور معمول به مجموعه ای از طرح‌های پیشنهادی دوران جنگ جهانی دوم برای توسعهٔ اقتصاد هندِ پس از استقلال پیشنهاد شد. این طرح که در ۱۹۴۴/۱۹۴۵ توسط هشت مدیر صنعتی پیشرو منتشر شد، پیشنهاد دخالت دولت در توسعه اقتصادی این کشور را پس از استقلال از بریتانیا (که در سال ۱۹۴۷ صورت گرفت) مطرح کرد.
امضاء کنندگان این طرح با عنوان تفاهم نامه ای مختصر من باب طرح کلی برنامه توسعهٔ اقتصادی هند، Jamshedji Ratanji Dadabhoy Tata, Ghanshyam Das Birla, Ardeshir Dalal, Sri Ram, Kasturbhai Lalbhai, Ardeshir Darabshaw Shroff, Sir Purshottamdas Thakurdas و [John Mathai] بودند. این طرح دو نسخه داشت: نسخه اول در ژانویه ۱۹۴۴ منتشر شد. اما در نسخه دوم که در سال ۱۹۴۵  به سردبیری  تاکورداس پوروشوتماداس در ۲ جلد منتشر شد نسخه اول در قالب قسمت اول آورده شد.
هرچند جواهر لعل نهرو، اولین نخست‌وزیر هند، در ابتدا ، این طرح را رسماً نپذیرفت، «عصر نهرویی نظاره گر (آنچیزی که متاثر از )  اجرای طرح بمبئی بود قرار گرفت، یعنی: یک دولت نسبتا مداخله گر و اقتصادی با بخش خصوصی قابل گسترش به خود دید». تأثیر آن حالتی ستودنی و نمادین به آن داده، و "هیچ اغراق‌ گونه نیست که اذعان کنیم طرح بمبئی در تاریخ هند جایگاه وجه ای افسانه ای به خود گرفته. هیچ مطالعهٔ اقتصادی پسا جنگی هندی را نمی‌توان یافت که به این طرح اشاره ای نداشته باشد و آن را به عنوان افتخار ملی و توسعه ای برای قشر سرمایه داران داخلی نشناسد ".
اهداف اساسی شامل دو برابر شدن (در آن زمان) خروجی از بخش کشاورزی و رشد پنج برابری در بخش صنعت بود که هر دو در چارچوب سرمایه‌گذاری (که ۴۴٫۸ درصد برای صنعت اختصاص داشت) ۱۰۰ میلیارد روپیه (معادل ۱۸ میلیارد دلار و ۷۲ هزار میلیون پوند) در مدت زمان بیش از ۱۵ سال بود.
یک اصل کلیدی در طرح بمبئی این بود که اقتصاد نمی‌تواند بدون مداخله دولت و قوانین و مقررات رشد کند. با این فرض که صنایع نوپای هند نخواهند توانست در اقتصاد بازار آزاد رقابت کنند، طرح خواستار حمایت دولت در محافظت از صنایع غیر بومی در رقابت خارجی در بازارهای محلی بود. از نقاط برجستهٔ دیگر از طرح بمبئی نقش فعال دولت در تأمین کسری مالی و برنامه‌ریزی رشد عادلانه، گذر از جامعه وابسته به کشاورزی به یک جامعه صنعتی و در صورتی که بخش خصوصی در این مورد ناکارآمد باشد؛ استقرار صنایع حیاتی به عنوان شرکت‌های بخش دولتی که به‌طور همزمان بازاری برای صادرات، از طریق خریدهای از قبل برنامه‌ریزی شده، تضمین کند.
اگر چه طرح بمبئی خود نتوانست یک دستور کار سوسیالیستی ارائه دهد، «تقریباً همه» مفسران اذعان دارند که «یک سیر مستقیم و متداوم از طرح بمبئی سال ۱۹۴۴–۱۹۴۵ به اولین برنامه پنج ساله در سال ۱۹۵۰ وجود دارد.» یک شیوهٔ استدلال دیگر این است که طرح بمبئی واکنشی بود به نارضایتی‌های اجتماعی گسترده دهه‌های ۱۹۴۰ (که ناشی از رشد صنعتی جدید در زمان جنگ بود)، و محصول ترس از آن بود که جنبش علیه حکومت استعماری در نهایت جنبشی در برابر مالکیت خصوصی خواهد شد.
طرح بمبئی از تمام بخش‌ها مورد انتقاد قرار گرفت: چپی‌های افراطی با انتقاد از پیشینهٔ سرمایه داری موئلفین طرح، اعلام داشتند که طرح آن طور که باید تکمیل نگشته‌است. راست‌های  افراطی آن را پیشگام جامعه ای سوسیالیستی دانستند و آن را ناقض توافقنامهٔ سازمان ملل متحد "کنفرانس برتون وودز" (که شروف (Ardeshir Darabshaw Shroff) در آن حضور داشت) دانستند. اقتصاددانان به دلایل فنی از طرح انتقاد کردند؛ و آن این که طرح اثر تورمی ایجاد سرمایه را در نظر نگرفته، و اضافه بر آن، مؤلفین ظرفیت اقتصاد هند را برای تولید سرمایه بیش از حد پیش‌بینی کرده بودند. با افزایش قیمت، توان خرید (برای سرمایه‌گذاری) کاهش می‌یابد. به گفتهٔ یکی از تحلیل‌های انجام شده در سپتامبر ۲۰۰۴ (شصت سال پس از آماده شدن طرح بمبئی): "شرکت‌های بخش عمومی به عنوان املاک شخصی سیاستمداران و بوروکرات‌های در قدرت مورد استفاده قرار می گرفتند و بدین ترتیب دولت تبدیل شد به ملک "شخصی" عدهٔ معدودی از امتیازداران. هم‌زمان گروه‌های شرکتی خصوصی به دلیل مقدار زیادی سرمایه، که از طرف بانک‌های دولتی و موسسات مالی داده شد، رونق یافتند. در نتیجه از دست رفتگان بخش دولتی تبدیل شد به داشته‌ها و سودهای بخش خصوصی. دولت‌های کنگرهٔ بعدی (قبل از رژیم P. V. Narasimha Rao) نظام اقتصادی بیش از حد دیوان‌سالارانه راه اندازی کردند که از یک سو کارآفرینی و ابتکار خصوصی را خشکانید و از طرفی دیگر موفق به ارائه آموزش ابتدایی و بهداشت و درمان پایه برای اکثریت مردم هند نشد.

## یادداشت
- ^  for comparison, the total capitalization of the Indian economy of 1938-1938 is estimated to have been 687 million Rupees (£500 million, $2 billion).

## کتابشناسی
- Ananth, V. Krishna (2005), "Globalization and Communalism: Locating Contemporary Political Discourse in the Context of Liberalization",  in Puniyani, Ram (ed.), Religion, Power and Violence: Expression of Politics in Contemporary Times, New Delhi: SAGE, pp. 44–67, ISBN 0-7619-3338-7.
- Anstey, Vera (1945), "Review: A Brief Memorandum Outlining a Plan of Economic Development for India", International Affairs, 21 (4): 555–557.
- Chibber, Vivek (2003), Locked in Place: State-building and Late Industrialization in India, Princeton: Princeton UP, ISBN 0-691-09659-7.
- Thakurdas, Purushottamdas, ed. (1945), A Brief Memorandum Outlining a Plan of Economic Development for India (2 vols.), London: Penguin.